# Bouth
Bouth è un villaggio dell'Inghilterra, appartenente alla contea della Cumbria.
Storicamente faceva parte del Lancashire.